# Abdullah Husan
Abdullah Husan (in arabo عبد الله حوسان‎?; Al Kuwait, 13 dicembre 1977) è un ex calciatore kuwaitiano, di ruolo difensore.

## Carriera

### Nazionale
Ha disputato con la selezione olimpica le olimpiadi di Sydney 2000.